# Robert Sánchez
Robert Lynch Sánchez (født 18. november 1997) er en spansk professionel fodboldspiller, som spiller for Premier League-klubben Chelsea og Spaniens landshold.

## Klubkarriere

### Brighton & Hove Albion
Efter at have begyndt hos Levantes akademi, havde Sánchez i 2013 skiftet til Brighton & Hove Albions ungdomshold i en alder af 15 år, og skrev i juni 2015 sin første professionelle kontrakt med klubben.
Sánchez havde lejeaftaler, til først Forest Green Rovers i 2018-19 og til Rochdale i 2019-20.
Sánchez gjorde sin førsteholdsdebut for Brighton den 1. november 2020, og etablerede sig herefter som førstevalgsmålmand.

### Chelsea
Sánchez skiftede i august 2023 til Chelsea.

## Landsholdskarriere
Sánchez er født i Spanien til en spansk mor og en engelsk far, og kunne dermed spille for begge lande. Sánchez afviste England, og valgte at spille for Spanien.
Sánchez debuterede for det spanske landshold den 5. september 2021. Han var del af Spaniens trup til EM 2020 og VM 2022.